# Patricia Mahoney
Patricia Alice Mahoney é uma diplomata norte-americana e actua como Embaixadora dos Estados Unidos no Benin.

## Infância e educação
Mahoney recebeu o seu diploma de Bacharel em Artes cum laude pela Universidade de Harvard em 1981. Em 1988, ela recebeu o título de Mestre em Artes pela Universidade do Havaí.

## Carreira
Mahoney frequentou o National War College de 2008 a 2009, tornando-se uma distinta graduada ao receber o seu mestrado em ciências em 2009. Após a sua graduação no National War College, ela tornou-se vice-directora do Escritório de Assuntos da Índia, Nepal, Sri Lanka e Bangladesh no Departamento de Assuntos da Ásia do Sul e Central até 2010, quando se tornou vice-chefe da missão na Embaixada dos Estados Unidos em Kathmandu, Nepal, onde serviu por três anos. De 2013 a 2016, Mahoney foi Vice-Chefe da Missão da Embaixada Americana em Kampala, no Uganda. Em seguida, ela tornou-se a Directora do Escritório do Sudeste Asiático Continental de 2016 a 2018.
Em 2018, o presidente dos Estados Unidos, Donald Trump, indicou Mahoney para se tornar embaixadora dos Estados Unidos no Benin, e o Senado dos Estados Unidos aprovou a sua nomeação em 2 de janeiro de 2019. Ela tomou posse no dia 18 de janeiro de 2019. Mahoney apresentou as suas credenciais no Benin em 4 de julho de 2019.

## Pessoal
Mahoney tem três filhos adultos. Ela fala francês, tailandês, nepalês e lao.